# العدينة (الحيمة الداخلية)

تعديل مصدري - تعديل

العدينة هي إحدى قرى عزلة الحدب بمديرية الحيمة الداخلية التابعة لمحافظة صنعاء، بلغ تعداد سكانها 134 نسمة حسب تعداد اليمن لعام 2004.